# Mount Pleasant, South Carolina
Mount Pleasant är en stad i Charleston County i delstaten South Carolina, USA som hade 64 707 invånare år 2006.